# Beowulf (pel·lícula de 1999)
|  | Aquest article tracta sobre la pel·lícula de 1999. Vegeu-ne altres significats a «Beowulf (desambiguació)». |

Beowulf és una pel·lícula estatunidenca de 1999 dirigida per Graham Baker i protagonitzada per Christopher Lambert i Rhona Mitra. És una adaptació lliure del famós poema èpic anglosaxó homònim. Ha estat doblada al català.

## Argument
En un castell, en una època indeterminada, un animal d'origen desconegut delma els habitants cada nit. Un exèrcit de fanàtics religiosos ha assetjat el lloc i ha establert una zona de quarantena al voltant del castell de Hrothgar i els seus habitants per tal d'impedir que el Mal s'escampi. Una dona embogida que aconsegueix escapar-se és capturada pels soldats, que es preparen a executar-lo quan un cert Beowulf (Christopher Lambert) arriba i els ho impedeix. Quan decideix entrar al castell, aquesta prefereix no obstant això tornar amb els soldats per morir ràpidament. Beowulf és rebut pel rei Hrothgar (Oliver Cotton), oferint-li la seva ajuda per matar l'animal. Beowulf manté ell mateix el misteri sobre els seus orígens: es cura misteriosament més de pressa que els altres humans i sembla vingut per complir una missió.

## Banda sonora
En la música original participa el Dj Ben Watkins, més conegut com a Juno Reactor. També durant la pel·lícula s'escolten temes de grups com Fear Factory, Anthrax, Monster Magnet i Kmfdm entre d'altres. Al principi, la banda sonora va ser editada en CD per Cinerama Records, però segurament la impopularitat de la pel·lícula, va fer que la discogràfica descatalogués les còpies del mercat. Actualment circulen per Internet, versions no oficials de la banda sonora.

## Comentaris
En paraules de Christofer Lambert, la pel·lícula es desenvolupa en un entorn "tecno-mistico-futurista".
La pel·lícula va ser durament criticada en tractar-se d'una adaptació poc fidel al poema èpic. S'ha comentat que és una barreja entre Mad Max i Highlander, amb un guió feble i amb estètica de videojoc.

## Repartiment
- Christopher Lambert: Beowulf
- Rhona Mitra: Kyra
- Oliver Cotton: Hrothgar
- Götz Otto: Roland
- Vincent Hammond: Grendel
- Charles Robinson: Weaponsmaster
- Brent Jefferson Lowe: Will
- Roger Sloman: Karl
- Layla Roberts: mare de Grendel
- Patricia Velásquez: Pendra